# Salix psammophila
Salix psammophila — вид квіткових рослин із родини вербових (Salicaceae).

## Морфологічна характеристика
Це кущ до 4 метрів заввишки. Однорічні гілки жовтуваті, зазвичай злегка запушені біля бруньок. Молоді гілочки спочатку запушені, стаючи майже голими. Листкові ніжки ≈ 1 см; листкова пластинка лінійна, 4–8 см × 2–4 мм, на пагонах до 12 см, абаксіально (низ) сірувато-біла, в молодості запушена, потім ± гола, адаксіально зеленувата, край розріджено пилчастий, верхівка загострена. Сережки 1–2 см. Чоловіча квітка: тичинок 2; пиляки жовті. Жіноча квітка: зав'язь яйцювата, сидяча.

## Середовище проживання
Внутрішня Монголія, Нінся, Шеньсі, Шаньсі. Населяє піски.